# Erechthias emphera
Erechthias emphera är en fjärilsart som beskrevs av Bradley 1961. Erechthias emphera ingår i släktet Erechthias och familjen äkta malar. Inga underarter finns listade i Catalogue of Life.